# Atalanta Bergamo
Atalanta Bergamasca Calcio, kortweg Atalanta BC of Atalanta en in het Nederlands taalgebied vaak aangeduid als Atalanta Bergamo, is een Italiaanse voetbalclub uit Bergamo, opgericht in 1907 en uitkomend in de Serie A. De club speelt zijn thuiswedstrijden in het Atleti Azzurri d'Italia dat plaatst biedt aan ruim 23.370 toeschouwers.

## Geschiedenis
Met de oprichting in 1907 kwam er weer een tweede voetbalclub in Bergamo, de ander stond bekend als FC Bergamo. De Italiaanse voetbalbond, FIGC, erkende de nieuwe club pas in 1914. De twee clubs fuseerden in 1920 tot Atalanta Bergamasca di Ginnastica e Scherma 1907. De nieuwe club trok in 1928 in het huidige stadion, aan de Via Pitentino.
Atalanta werd in 1929 toegelaten in de Italiaanse competitie. In 1937 kwam het voor het eerst in de Serie A, maar degradeerde onmiddellijk weer. In 1940 promoveerde de club weer en verbleef tot 1959 in de Serie A. Het promoveerde meteen weer en bleef toen tot de degradatie in 1973 in de hoogste Italiaanse divisie. Sindsdien verblijft de club afwisselend in de hoogste twee divisies, en zelfs een seizoen (1981/1982) in de Serie C1. De hoogste klassering werd behaald in het seizoen 2018/2019, toen de club derde eindigde in de Serie A en zich daarmee voor het eerst kwalificeerde voor de UEFA Champions League.
In het seizoen 2023/2024 won de club zijn eerste Europese prijs. Na een 3–0 overwinning op Bayer Leverkusen in de finale werd de UEFA Europa League veroverd.

## Erelijst
| Internationaal     |    |                                    |
| UEFA Europa League | 1× | 2024                               |
| Nationaal          |    |                                    |
| Coppa Italia       | 1× | 1963                               |
| Serie B            | 6× | 1928, 1940, 1959, 1984, 2006, 2011 |
| Serie C1           | 1× | 1982                               |

## Stadion
Stadio Atleti Azzurri d'Italia werd officieel geopend op 23 december 1928 met een wedstrijd tussen Atalanta en Triestina. Het heette oorspronkelijk Stadio Mario Brumana en had een capaciteit van 12.000 zitplaatsen.
Door de jaren heen werd stadion geleidelijk uitgebreid met de toevoeging van Curva Nord (opgedragen aan Federico Pisani), Curva Sud (opgedragen aan Piermario Morosini) en een dak boven de hoofdtribune. Het stadion had aanvankelijk ook een atletiekbaan om het veld heen liggen. Later werden er geïmproviseerde tribunes overheen geplaatst.
Het stadion raakte in de loop der jaren behoorlijk verouderd en miste het comfort van moderne stadions. In de jaren 00 van de 21e eeuw heeft Atalanta daarom verschillende opties onderzocht om een nieuwe thuishaven te bouwen. De plannen richtte ze zich in eerste instantie op het bouwen van een volledig nieuw stadion aan de rand van de stad, maar deze ideeën werden uiteindelijk nooit verwezenlijkt.
In 2017 kocht Atalanta het stadion van de stad Bergamo en is momenteel bezig het stadion grondig te herontwikkelen. De originele Curva Nord en Sud zijn verdwenen en werden vervangen door twee nieuwe overdekte tribunes. Daarnaast werden de overige tribunes opgeknapt. Dit resulteerde in een capaciteit van 23.370 plaatsen. De kosten van de verbouwing zouden rond de 40 miljoen euro liggen en zou in 2021 voltooid zijn. De nieuwe naam van het stadion zou de naam Gewiss Arena krijgen. Anno 2024 was de verbouwing nog niet volledig uitgevoerd.

## Eerste Elftal

### Selectie
| Nr.           | Naam                 | Sinds      | Contract   | Vorige club         |
| Doelmannen    | Doelmannen           | Doelmannen | Doelmannen | Doelmannen          |
| ------------- | -------------------- | ---------- | ---------- | ------------------- |
| 28            | Rui Patrício         | 2024       | 2025       | AS Roma             |
| 29            | Marco Carnesecchi    | 2019       | 2026       | Cremonese           |
| 31            | Francesco Rossi      | 2009       | 2025       | Teramo              |
| Verdedigers   |                      |            |            |                     |
| 2             | Rafael Tolói         | 2015       | 2025       | São Paulo           |
| 4             | Isak Hien            | 2024       | 2028       | Hellas Verona       |
| 5             | Stefan Posch         | 2025       | 2025       | Bologna             |
| 7             | Juan Cuadrado        | 2024       | 2027       | Internazionale      |
| 16            | Raoul Bellanova      | 2023       | 2027       | Torino              |
| 19            | Berat Djimsiti       | 2016       | 2026       | FC Zürich           |
| 22            | Matteo Ruggeri       | 2020       | 2028       | Salernitana         |
| 23            | Sead Kolašinac       | 2023       | 2025       | Olympique Marseille |
| 27            | Marco Palestra       | 2024       |            |                     |
| 42            | Giorgio Scalvini     | 2021       | 2028       |                     |
| 77            | Davide Zappacosta    | 2021       | 2025       | Chelsea             |
| Middenvelders |                      |            |            |                     |
| 6             | Ibrahim Sulemana     | 2024       |            | Cagliari            |
| 8             | Mario Pašalić        | 2020       | 2025       | Chelsea             |
| 13            | Éderson              | 2022       | 2027       | Salernitana         |
| 15            | Marten de Roon       | 2017       | 2026       | Middlesbrough       |
| 17            | Charles De Ketelaere | 2024       | 2027       | AC Milan            |
| 24            | Lazar Samardžić      | 2024       | 2025       | Udinese             |
| 44            | Marco Brescianini    | 2024       | 2025       | Frosinone           |
| 70            | Daniel Maldini       | 2025       | 2029       | AC Monza            |
| Aanvallers    |                      |            |            |                     |
| 9             | Gianluca Scamacca    | 2023       | 2027       | West Ham United     |
| 11            | Ademola Lookman      | 2022       | 2026       | RB Leipzig          |
| 32            | Mateo Retegui        | 2024       | 2028       | Genoa               |

Laatste update: 6 februari 2025

## Overzichtslijsten

### Eindklasseringen sinds 1946
- 1946 9e
Serie A
- 1947 8e
Serie A
- 1948 5e
Serie A
- 1949 15e
Serie A
- 1950 8e
Serie A
- 1951 14e
Serie A
- 1952 12e
Serie A
- 1953 8e
Serie A
- 1954 10e
Serie A
- 1955 15e
Serie A
- 1956 15e
Serie A
- 1957 14e
Serie A
- 1958 17e
Serie A
- 1959 1e
Serie B
- 1960 11e
Serie A
- 1961 9e
Serie A
- 1962 6e
Serie A
- 1963 8e
Serie A
- 1964 8e
Serie A
- 1965 11e
Serie A
- 1966 12e
Serie A
- 1967 11e
Serie A
- 1968 12e
Serie A
- 1969 16e
Serie A
- 1970 15e
Serie B
- 1971 2e
Serie B
- 1972 10e
Serie A
- 1973 14e
Serie A
- 1974 11e
Serie B
- 1975 6e
Serie B
- 1976 9e
Serie B
- 1977 2e
Serie B
- 1978 9e
Serie A
- 1979 15e
Serie A
- 1980 9e
Serie B
- 1981 18e
Serie B
- 1982 1e
Serie C1
- 1983 8e
Serie B
- 1984 1e
Serie B
- 1985 10e
Serie A
- 1986 8e
Serie A
- 1987 15e
Serie A
- 1988 4e
Serie B
- 1989 6e
Serie A
- 1990 7e
Serie A
- 1991 10e
Serie A
- 1992 11e
Serie A
- 1993 8e
Serie A
- 1994 17e
Serie A
- 1995 4e
Serie B
- 1996 13e
Serie A
- 1997 10e
Serie A
- 1998 16e
Serie A
- 1999 6e
Serie B
- 2000 2e
Serie B
- 2001 7e
Serie A
- 2002 9e
Serie A
- 2003 15e
Serie A
- 2004 5e
Serie B
- 2005 20e
Serie A
- 2006 1e
Serie B
- 2007 8e
Serie A
- 2008 9e
Serie A
- 2009 11e
Serie A
- 2010 18e
Serie A
- 2011 1e
Serie B
- 2012 12e
Serie A
- 2013 15e
Serie A
- 2014 11e
Serie A
- 2015 17e
Serie A
- 2016 13e
Serie A
- 2017 4e
Serie A
- 2018 7e
Serie A
- 2019 3e
Serie A
- 2020 3e
Serie A
- 2021 3e
Serie A
- 2022 8e
Serie A
- 2023 5e
Serie A
- 2024 4e
Serie A
- 2025 3e
Serie A

- Serie A
- Serie B
- Prima Divisione

### Seizoensoverzichten sinds 2000
| Seizoen | Competitie | Niveau | Eindstand | Coppa Italia | Opmerking                                      |
| ------- | ---------- | ------ | --------- | ------------ | ---------------------------------------------- |
| 2000/01 | Serie A    | I      | 7         | kwartfinale  |                                                |
| 2001/02 | Serie A    | I      | 9         | kwartfinale  |                                                |
| 2002/03 | Serie A    | I      | 15        | 2e ronde     |                                                |
| 2003/04 | Serie B    | II     | 5         | 4e groep 4   |                                                |
| 2004/05 | Serie A    | I      | 20        | kwartfinale  |                                                |
| 2005/06 | Serie B    | II     | 1         | 8e finale    |                                                |
| 2006/07 | Serie A    | I      | 8         | 3e ronde     |                                                |
| 2007/08 | Serie A    | I      | 9         | 3e ronde     |                                                |
| 2008/09 | Serie A    | I      | 11        | 4e ronde     |                                                |
| 2009/10 | Serie A    | I      | 18        | 4e ronde     |                                                |
| 2010/11 | Serie B    | II     | 1         | 3e ronde     |                                                |
| 2011/12 | Serie A    | I      | 12        | 3e ronde     |                                                |
| 2012/13 | Serie A    | I      | 15        | 8e finale    |                                                |
| 2013/14 | Serie A    | I      | 11        | 8e finale    |                                                |
| 2014/15 | Serie A    | I      | 17        | 8e finale    |                                                |
| 2015/16 | Serie A    | I      | 13        | 4e ronde     |                                                |
| 2016/17 | Serie A    | I      | 4         | 8e finale    |                                                |
| 2017/18 | Serie A    | I      | 7         | halve finale |                                                |
| 2018/19 | Serie A    | I      | 3         | finale       | < SS Lazio: 0-2                                |
| 2019/20 | Serie A    | I      | 3         | 8e finale    |                                                |
| 2020/21 | Serie A    | I      | 3         | finale       | < Juventus FC: 1-2                             |
| 2021/22 | Serie A    | I      | 8         | kwartfinale  |                                                |
| 2022/23 | Serie A    | I      | 5         | kwartfinale  |                                                |
| 2023/24 | Serie A    | I      | 4         | Finale       | < Juventus FC: 0-1; Winnaar UEFA Europa League |
| 2024/25 | Serie A    | I      | 3         | kwartfinale  | Ligatopscorer: Mateo Retegui (25)              |
| 2025/26 | Serie A    | I      | .         |              |                                                |

### Atalanta in Europa
Atalanta Bergamo speelt sinds 1963/64 in diverse Europese competities. Hieronder staan de competities en in welke seizoenen de club deelnam. De editie die Atalanta heeft gewonnen zijn dik gedrukt:
- Champions League (5x)

2019/20, 2020/21, 2021/22, 2024/25, 2025/26
- Europa League (4x)

2017/18, 2018/19, 2021/22, 2023/24
- UEFA Supercup (1x)

2024
- Europacup II (2x)

1963/64, 1987/88
- UEFA Cup (2x)

1989/90, 1990/91
UEFA Club Ranking: 16 (07-07-2025)

## Records & Statistieken
Top-5 meest gespeelde wedstrijden
| Nr. | Land      | Naam              | Positie      | Periode               | Aantal |
| --- | --------- | ----------------- | ------------ | --------------------- | ------ |
| 1.  | Italië    | Gianpaolo Bellini | Verdediger   | 1998-2016             | 435    |
| 2.  | Nederland | Marten de Roon    | Middenvelder | 2017-heden            | 395 *) |
| 3.  | Italië    | Walter Bonacina   | Middenvelder | 1986-1991 / 1994-1999 | 327    |
| 4.  | Italië    | Cristiano Doni    | Middenvelder | 1998-2003 / 2006-2012 | 323    |
| 5.  | Italië    | Stefano Angeleri† | Middenvelder | 1949-1960             | 321    |

Top-5 Doelpuntenmakers
| Nr. | Land       | Naam           | Periode               | Aantal |
| --- | ---------- | -------------- | --------------------- | ------ |
| 1.  | Italië     | Cristiano Doni | 1998-2003 / 2006-2012 | 112    |
| 2.  | Colombia   | Duván Zapata   | 2018-2024             | 82     |
| 3.  | Colombia   | Luis Muriel    | 2019-2024             | 68     |
| 4.  | Slovenië   | Josip Iličič   | 2017-2022             | 60     |
| 5.  | Argentinië | Papu Gómez     | 2014-2021             | 59     |

- t/m 17-05-2025

## Bekende (oud-)Dea

### Spelers
- Édgar Barreto
- Alessandro Bastoni
- Gianpaolo Bellini
- Giacomo Bonaventura
- Cristiano Doni
- Manolo Gabbiadini
- Papu Gómez
- Robin Gosens
- Hans Hateboer
- Josip Iličić
- Filippo Inzaghi
- Charles De Ketelaere
- Sead Kolašinac
- Teun Koopmeiners
- Ademola Lookman
- Gianluca Mancini
- Luis Muriel
- Matteo Pessina
- Cristian Romero
- Marten de Roon
- Giorgio Scalvini
- Gianluca Scamacca
- Ezequiel Schelotto
- Leonardo Spinazzola
- Duván Zapata
- Davide Zappacosta

#### Internationals
De navolgende voetballers kwamen als speler van Atalanta Bergamo uit voor een vertegenwoordigend Europees A-elftal. Tot op heden is Glenn Strömberg degene met de meeste interlands achter zijn naam. Hij kwam als speler van Atalanta Bergamo in totaal 39 keer uit voor het Zweedse nationale elftal.
| Naam                  | Van        | Tot        | Totaal | Nationaal elftal      |
| --------------------- | ---------- | ---------- | ------ | --------------------- |
| Glenn Strömberg       | 26.09.1984 | 20.06.1990 | 39     | Zweden                |
| Jan Peters            | 04.09.1974 | 25.05.1982 | 31     | Nederland             |
| Zoran Mirković        | 28.12.1996 | 29.06.1998 | 21     | Joegoslavië           |
| Marten de Roon        | 26.03.2018 | heden      | 14     | Nederland             |
| György Garics         | 20.08.2008 | 18.11.2009 | 9      | Oostenrijk            |
| Robert Englaro        | 06.09.1997 | 09.10.1999 | 9      | Slovenië              |
| Charles De Ketelaere  | 12.09.2023 | heden      | 8      | België                |
| Robert Prytz          | 31.08.1988 | 14.06.1989 | 8      | Zweden                |
| Timothy Castagne      | 07.09.2018 | 19.11.2019 | 7      | België                |
| Cristiano Doni        | 07.11.2001 | 12.10.2002 | 7      | Italië                |
| Bengt Gustavsson      | 08.06.1958 | 29.06.1958 | 6      | Zweden                |
| Franck Sauzée         | 28.07.1993 | 17.11.1993 | 5      | Frankrijk             |
| Luciano Zauri         | 05.09.2001 | 20.11.2002 | 5      | Italië                |
| Zlatan Muslimović     | 22.08.2007 | 17.10.2007 | 5      | Bosnië en Herzegovina |
| Joakim Persson        | 09.02.1997 | 16.02.1997 | 3      | Zweden                |
| Ivan Radovanović      | 14.11.2012 | 22.03.2013 | 3      | Servië                |
| Federico Peluso       | 15.08.2012 | 11.09.2012 | 3      | Italië                |
| Adriano Bassetto      | 05.12.1954 | 27.11.1955 | 3      | Italië                |
| Hans Hateboer         | 23.03.2018 | heden      | 3      | Nederland             |
| Battista Rota         | 16.07.1952 | 21.07.1952 | 2      | Italië                |
| Giuseppe Casari       | 02.08.1948 | 05.08.1948 | 2      | Italië                |
| Giacomo Mari          | 02.08.1948 | 05.08.1948 | 2      | Italië                |
| Sergio Porrini        | 24.03.1993 | 14.04.1993 | 2      | Italië                |
| Ousmane Dabo          | 20.06.2003 | 22.06.2003 | 2      | Frankrijk             |
| Lars Larsson          | 22.05.1985 | 05.06.1985 | 2      | Zweden                |
| Humberto Maschio      | 05.05.1962 | 02.06.1962 | 2      | Italië                |
| Gianluigi Lentini     | 06.11.1996 | 06.11.1996 | 1      | Italië                |
| Giancarlo Cadè        | 16.07.1952 | 16.07.1952 | 1      | Italië                |
| Ezequiel Schelotto    | 15.08.2012 | 15.08.2012 | 1      | Italië                |
| Angelo Longoni        | 09.12.1956 | 09.12.1956 | 1      | Italië                |
| Giacomo Bonaventura   | 31.05.2013 | 31.05.2013 | 1      | Italië                |
| Pier Luigi Pizzaballa | 18.06.1966 | 18.06.1966 | 1      | Italië                |
| Pierluigi Ronzon      | 13.03.1960 | 13.03.1960 | 1      | Italië                |
| Constantin Nica       | 14.08.2013 | 14.08.2013 | 1      | Roemenië              |
| Cristian Zenoni       | 28.02.2001 | 28.02.2001 | 1      | Italië                |
| Damiano Zenoni        | 15.11.2000 | 15.11.2000 | 1      | Italië                |
| Filippo Inzaghi       | 08.06.1997 | 08.06.1997 | 1      | Italië                |
| Angelo Domenghini     | 10.11.1963 | 10.11.1963 | 1      | Italië                |
| Manolo Gabbiadini     | 15.08.2012 | 15.08.2012 | 1      | Italië                |

### Trainers
- Stefano Colantuono
- Antonio Conte
- Luigi Delneri
- Gian Piero Gasperini
- Marcello Lippi
- Cesare Prandelli